# Det gyldne bjerg
|  | Sammenskrivningsforslag Artiklerne David Hume, Det gyldne bjerg er foreslået sammenskrevet. (Siden december 2020) Diskutér forslaget |

Eksemplet om det gyldne bjerg fremførtes af den skotske empirist David Hume i 1748 i "An Enquiry concerning Human Understanding". David Hume hævdede at alle menneskets forestillinger stammer fra sanseindtryk og selv ideer, som ikke lod sig sanse blot var sammensat af enklere ideer. "Det gyldne bjerg" viser denne påstand:
Grunden til, at vi kan have en meningsfuld forestilling om et gyldent bjerg, er, at vi har sanset både ”det gyldne” (fx en guldmønt) og et bjerg. Tankeaktiviteten er således: "gyldenhed" + "bjerg" = "gyldent bjerg".
En blind kan ikke have en forestilling om et gyldent bjerg, da han ikke har sanset ”det gyldne”. Empirismens slagord ligger således i påstanden: ”Intet er i bevidstheden, som ikke først har været i sanserne”.
| filosofi | Spire Denne filosofiartikel er en spire som bør udbygges. Du er velkommen til at hjælpe Wikipedia ved at udvide den. |